# 児矢野マリ
児矢野 マリ（こやの まり）は、日本の法学者。専門は国際法。北海道大学大学院法学研究科教授。安達峰一郎記念賞受賞。

## 人物・経歴
愛知県生まれ。1981年愛知県立岡崎高等学校卒業。1985年愛知大学法経学部法律学科卒業。1988年東京大学法学部第2類卒業。1989年東京大学法学部第3類卒業、 東京大学法学部助手。1991年ケンブリッジ大学大学院修士課程修了、LL.M.。
1991年東京大学大学院法学政治学研究科助手。1994年学位授与機構審査研究部助教授。1995年ロンドン大学インスティチュート・オブ・エデュケーション客員研究員。1997年静岡県立大学国際関係学部専任講師。
2002年静岡県立大学国際関係学部助教授。2006年ケンブリッジ大学ラウターパクト国際法研究センター客員研究員。2007年静岡県立大学国際関係学部准教授。同年『国際環境法における事前協議制度 : 執行手段としての機能の展開』で安達峰一郎記念賞受賞。2008年北海道大学大学院法学研究科教授、世界法学会理事。2009年国際法学会評議員。
2010年北海道大学公共政策学連携研究部教授、環境経済・政策学会理事。2012年北海道大学大学院法学研究科教授。2017年北海道大学総長補佐。2018年北海道大学学生相談総合センター長。2021年Marine Policy編集委員。専門は国際法、国際環境法。

## 著書
- 『国際環境法における事前協議制度 : 執行手段としての機能の展開』有信堂高文社 2006年

### 編集
- 『漁業資源管理の法と政策 : 持続可能な漁業に向けた国際法秩序と日本』信山社 2019年